# Panic Room (film)
Panic Room è un film del 2002 diretto da David Fincher.

## Trama
Meg Altman, divorziata, si trasferisce assieme alla figlia Sarah in una elegante abitazione a New York, nell'Upper West Side di Manhattan. La casa è strutturata su tre piani e comprende anche una Panic Room, una stanza blindata, fatta realizzare dal precedente proprietario. La Panic Room contiene scorte di cibo e di attrezzi e include un sistema di videosorveglianza che controlla una serie di telecamere sparse in tutta la casa.
La notte stessa del trasloco, nella casa penetrano tre rapinatori. Meg se ne accorge per caso grazie alle telecamere e riesce a barricarsi appena in tempo con Sarah nella Panic Room. Le due credono di essersi messe al sicuro, ma sfortunatamente è proprio il caveau ad essere nel mirino dei tre malviventi.
Il basista del furto, Junior, è nipote del precedente proprietario e da questi ha saputo dell'esistenza di una cassaforte nascosta nella Panic Room, contenente buona parte del suo patrimonio; gli altri due membri sono il criminale armato Raoul e Burnham, il tecnico che ha realizzato il caveau e l'unico dei tre ad avere dubbi sull'operazione.
Burnham spiega ai compagni che il solo modo per entrare nel caveau è che Meg e Sarah aprano loro la porta. I tre fanno diversi tentativi per indurre le due a uscire, tra cui introdurre del propano nella stanza per obbligare Meg e Sarah a collaborare, ma Meg si rivela altrettanto ingegnosa: la donna incendia il propano con un accendigas trovato fra le scorte del caveau, ustionando Junior, e i ladri si ritrovano al punto di partenza.
Junior, dopo questo ennesimo fallimento, decide di lasciar perdere, ma si lascia sfuggire che il denaro nella cassaforte ammonta a ben più di quanto dichiarato da lui in precedenza e viene ucciso a sangue freddo da Raoul. In quel momento arriva Stephen, l'ex marito di Meg, allertato da una telefonata che la donna era riuscita a fare appena prima che i ladri eliminassero gli apparecchi telefonici; Raoul, che ha ormai assunto il controllo della situazione, picchia selvaggiamente Stephen sotto l'occhio di una telecamera per costringere Meg e Sarah ad aprire il caveau. Sarah, diabetica, ha una crisi ipoglicemica scatenata in parte dalla vista del padre torturato e Meg è costretta a lasciare la stanza per recuperare la borsa con i medicinali. La donna, guardando nei monitor, controlla di non essere sorvegliata e vede una figura riversa sul letto; credendo si tratti di Stephen ne approfitta per uscire, lasciando la porta aperta, ma in realtà si tratta di Raoul.
Burnham e Raoul approfittano del diversivo per entrare nel caveau e Meg, che nel frattempo si è resa conto dell'inganno, li aggredisce, scontrandosi con Raoul. Durante la colluttazione, Meg riesce a sottrarre a Raoul la pistola e lancia nella Panic Room la borsa con i medicinali un attimo prima che Burnham si chiuda dentro con Raoul. La pesantissima porta d'acciaio, chiudendosi, schiaccia la mano di Raoul, amputandogli diverse dita e lasciando il criminale dolorante ed inerme. Meg, attraverso un sistema di altoparlanti collegato al caveau, prega Burnham e Raoul di fare l'iniezione di glucagone a Sarah, ormai quasi in coma. Raoul è contrario, ma ora è Burnham a comandare: il tecnico acconsente e somministra alla ragazzina il glucagone, salvandole la vita.
Burnham comincia a forzare la cassaforte, ma si interrompe a causa dell'arrivo della polizia, precedentemente chiamata da Stephen; Meg, sapendo che i ladri la tengono d'occhio attraverso le telecamere, riesce con una scusa ad allontanare gli agenti, che però rimangono sospettosi. Burnham e Raoul aprono la cassaforte e scoprono il vero ammontare del bottino: ventidue milioni di dollari. I due si apprestano a uscire con la refurtiva e portano Sarah con loro come ostaggio.
Nel frattempo, Meg ha organizzato un piano per mettere in scacco i criminali: crea un percorso obbligato attraverso la casa che costringa i due ad arrivare fino a Stephen, immobilizzato su una sedia dopo il pestaggio e armato da Meg con la pistola di Raoul. Il piano funziona e Meg approfitta del vantaggio per aggredire i criminali con un martello trovato tra gli attrezzi di Burnham. Si scatena così uno scontro all'ultimo sangue tra gli Altman e Raoul; quest'ultimo, tuttavia, ha la meglio e si appresta a uccidere Meg. Burnham approfitta del caos per fuggire, ma, sentendo le urla disperate di Sarah, torna indietro e uccide Raoul, salvando Meg. In quel momento irrompe la polizia, chiamata dai due agenti mandati a casa Altman, e Burnham viene arrestato.
Qualche tempo dopo, Meg e Sarah si sono riprese dalla brutta esperienza e scorrono insieme gli annunci immobiliari, in cerca di una nuova casa.

## Produzione
La realizzazione del film è costata 48 milioni di dollari, ne ha incassato 30 milioni nella prima settimana di proiezione negli Stati Uniti ed oltre 160 milioni negli altri paesi. È stato uno dei primi film a fare un uso massiccio degli effetti speciali digitali; questi effetti, in larga parte superflui per la tipologia di scene girate e raramente percepiti dallo spettatore, sono stati responsabili dell'aumento esorbitante dei costi di produzione, ma hanno anche rappresentato un banco di prova per dimostrare a registi e produttori scettici il livello di realismo raggiunto e le potenzialità offerte dalle nuove tecnologie.
In un primo momento, il ruolo di Jodie Foster era stato assegnato a Nicole Kidman, che ha tuttavia dovuto rinunciare dopo aver girato alcune scene a causa di un incidente. La Foster ha scoperto di essere incinta nel mezzo delle riprese, che hanno tuttavia avuto modo di concludersi senza gravi ripercussioni.

## Distribuzione
Il film è uscito negli Stati Uniti d'America il 29 marzo 2002, mentre in Italia il 19 aprile 2002.

## Accoglienza
Sull'aggregatore Rotten Tomatoes il film riceve il 75% delle recensioni professionali positive con un voto medio di 6,9 su 10 basato su 187 critiche, mentre su Metacritic ottiene un punteggio di 65 su 100 basato su 36 critiche. il compositore Howard Shore ha ricevuto un ASCAP Award per le colonne sonore di questo film e de Il signore degli anelli - Le due torri, mentre l'attrice Jodie Foster ha ricevuto una nomination ai Saturn Awards come miglior attrice.